# Wahadełko (film)
Wahadełko – polski film fabularny (dramat psychologiczny) z 1981 roku w reżyserii Filipa Bajona z Januszem Gajosem w roli głównej.

## Fabuła
Michał Szmańda jest chory na padaczkę, depresję i inne schorzenia. Opiekuje się nim jego siostra Aniela. Jedynym jasnym promieniem w jej życiu jest „ogródek” urządzony w kuchni. Nie mieszkają z matką. Kiedy byli dziećmi, a było to w czasach stalinowskich, matka była przodowniczką pracy. Opętana przez nową ideologię, zaniedbała dom i dzieci. Kiedy mały Michał trafił do sanatorium, matka nie odwiedziła go w Boże Narodzenie. To spowodowało uraz do końca życia.

## Obsada
- Janusz Gajos – Michał Szmańda
- Mirosława Marcheluk – Aniela Szmańdówna, siostra Michała
- Halina Gryglaszewska – Emilia Szmańdowa, matka Michała i Anieli
- Dorota Stalińska – Laskowska, pani z Komitetu Wojewódzkiego
- Zofia Tomaszewska-Grąziewicz – wychowawczyni w sanatorium
- Małgorzata Załuska – wychowawczyni w sanatorium
- Bogusław Sochnacki – Józef Stalin
- Stanisław Jaroszyński – wychowawca w sanatorium
- Janusz Dąbrowski – wychowawca w sanatorium
- Jacek Odrowąż-Pieniążek – mały Michał Szmańda